# Yukon Arctic Ultra
Yukon Arctic Ultra — ежегодное международное нон-стоп соревнование в трёх дисциплинах (на ногах англ. on foot; лыжи; горный велосипед), проходящее с 2003 года в зимние месяцы в Юконе, Канада.

## Общая информация
Участники соревнования могут выбирать между марафонской дистанцией или ультрамарафонскими дистанциями в 100, 300 и 430 миль. Самая длинная дистанция, доступная раз в два года, пролегает между канадскими городами Уайтхорс и Доусон по маршруту гонок на собачьих упряжках «Юкон Квест». 
Основной дисциплиной является преодоление дистанции англ. on foot (наиболее близкое по смыслу русское на ногах или ногами), когда спортсмен передвигается любым из возможных способов передвижения своими собственными ногами, в том числе бег, бег трусцой, ходьба, скандинавская ходьба. Выбор конкретного способа передвижения это индивидуальное тактическое решение каждого из спортсменов.
Участники имеют возможность прохождения дистанции также на лыжах или снежном велосипеде.
Запрещено изменять выбранный способ прохождения в течение гонки.
Продолжительность ультрамарафонских пробегов составляет несколько дней (в 2011 году время победителя на максимальной дистанции составило 6 дней и 19 часов). Участники тащат за собой нарты с продуктами и снаряжением, необходимым для выживания в зимних условиях. Общий вес оборудования составляет от 20 до 30 кг, его стоимость достигает от 3 до 4 тысяч евро, в дополнение к плате за участие (1200 евро) и дорогу до места соревнований. Тем не менее иностранные ультрамарафонцы составляют большинство участников пробега (в 2015 году из почти сотни соревнующихся Канаду представляют только 16 человек. а за все годы проведения в соревновании участвовали представители 27 стран).
Сложные условия и длинная дистанция привлекают телевизионные каналы: в 2014 году в рамках пробега снималась передача программы Boundless, идущей по канадскому телеканалу Travel+Escape, а на следующий год за японским спортсменом, выступающим на максимальной дистанции, следовала съёмочная группа, готовящая 100-минутный документальный фильм для одной из японских телекомпаний.

## Безопасность
Ввиду экстремальных условий проведения соревнования, в целях безопасности участников на дистанции действует 15 промежуточных пунктов проверки и обслуживания, вдоль трассы крейсируют восемь снегоходов, экипаж которых готов оказать помощь участникам. За историю Yukon Arctic Ultra не было зафиксировано ни одной смерти участника, хотя регулярно отмечаются случаи «траншейной стопы» (разновидность иммерсионных ран, характерных для условий, когда ноги долгое время находятся в холодной влажной среде) и периодически ампутируются обмороженные пальцы, а итальянскому участнику гонки 2018 года потребовалась ампутация обеих ног и правой руки.
В то же время трудности дистанции приводят к тому, что значительной части соревнующихся не удаётся её закончить; так, в 2011 году из 20 участников, взявших старт в 430-мильном (692 км) пробеге, финишировать сумели только шестеро, а в ходе одного из пробегов, когда температуры упали ниже −50 °C, всех участников пришлось эвакуировать с дистанции.

## Контрольное время
- для дистанции 100 миль (160,93 км) - 72 часа (3 суток)
- для дистанции 200 миль (321,87 км) - 144 часа (6 суток)
- для дистанции 300 миль (482,80 км) - 192 часа (8 суток)
- для дистанции 430 миль (692,02 км) - 312 часов (13 суток)

## Рекорды гонки
Рекорды гонки по дисциплинам (ногами, лыжи, велосипед) и по расстоянию (марафон, 100 миль, 300 миль, 400 миль) .

### Марафон
- Ногами – 2011, Denise McHale (Канада) 3:14
- Лыжи – 2011, Friedrich Gantioler (Австрия) 3:18
- Велосипед – 2016, Joel Hegner (Швейцария) 3:19

### 100 миль
- Ногами – 2012, Justin Wallace (Канада) 21:41
- Лыжи – 2011, Hubert Gantioler (Австрия) 17:26
- Велосипед – 2014, Paul Trebilock (Канада) 17:06

### 300 миль
- Ногами – 2016, Jan Kriska (США) 117:24
- Лыжи – 2004, Laszlo Kovacs (Венгрия) 146:10
- Велосипед – 2003, Rocky Reifenstuhl (США) 98:15

### 430 миль
- Ногами – 2013, Casper Wakefield (Дания) 186:50
- Лыжи – 2013, Enrico Ghidoni (Италия) 225:10
- Велосипед – 2011, Alan Sheldon (Великобритания) 99:30